# Vattenfall Cyclassics 2015
Die Vattenfall Cyclassics 2015 war die 20. Austragung dieses Radrennens und fand am 23. August 2015 statt. Das Rennen wurde an einem Sonntag, im Zeitraum der Vuelta a España, ausgetragen. Das Eintagesrennen war Teil der UCI WorldTour 2015 und innerhalb dieser das 23. von 28 Rennen. Die Gesamtdistanz des Rennens betrug 221,3 Kilometer. Es siegte der Deutsche André Greipel aus der belgischen Mannschaft Lotto Soudal vor dem Norweger Alexander Kristoff aus der russischen Mannschaft Katusha und dem Italiener Giacomo Nizzolo aus der US-amerikanischen Mannschaft Trek.
Für André Greipel war es der erste Sieg bei der Vattenfall Cyclassics. Er war der vierte deutsche Fahrer, nach Jan Ullrich (1997), Erik Zabel (2001) und John Degenkolb (2013), der die Vattenfall Cyclassics bzw. die HEW Cyclassics für sich entschied. Somit war es der vierte deutsche Sieg bei diesem Rennen.

## Teilnehmer

### Überblick
| 17 UCI WorldTeams AG2R La Mondiale (ALM) Astana Pro Team (AST) BMC Racing Team (BMC) Etixx-Quick Step (EQS) FDJ (FDJ) IAM Cycling (IAM) | Team Katusha (KAT) Lampre-Merida (LAM) Lotto Soudal (LTS) Movistar Team (MOV) Orica GreenEdge (OGE) Team Sky (SKY) | Team Cannondale-Garmin (TCG) Tinkoff-Saxo (TCS) Trek Factory Racing (TFR) Team Giant-Alpecin (TGA) Team Lotto NL-Jumbo (TLJ) |
| 3 UCI Professional Continental Teams Cult Energy Pro Cycling (CLT)                                                                      | MTN-Qhubeka (MTN)                                                                                                  | Bora-Argon 18 (BOA) |

Startberechtigt waren die 17 UCI WorldTeams der Saison 2015. Zusätzlich vergab der Veranstalter Wildcards an drei UCI Professional Continental Teams. Die 20 teilnehmenden Mannschaften traten mit jeweils acht Fahrern an. Dadurch ergab sich ein Starterfeld von insgesamt 160 Fahrern aus 27 Nationen. Unter den Fahrern befanden sich 22 Deutsche, drei Österreicher und sechs Schweizer.
Unter den Teilnehmern befanden sich auch der Deutsche Tony Martin (EQS) und der Schweizer Stefan Küng (BMC). Beide Rennfahrer gaben nach längeren Verletzungen ihr Comeback. Tony Martin bestritt sein erstes Rennen seit dem 9. Juli, als er auf der 6. Etappe der Tour de France stürzte und sich einen Schlüsselbeinbruch zuzog. Stefan Küng hatte eine längere Verletzungspause. Für ihn war die 12. Etappe des Giro d’Italia am 21. Mai das letzte Rennen, als er eine schwere Wirbelverletzung erlitt.

### Favoriten
Aufgrund des flachen Parcours galten vor allem die Sprinter als Favoriten auf den Sieg. Die Chance auf einen Massensprint waren sehr gut, weshalb viele Top-Sprinter am Start waren. Die größten Favoriten des Rennens waren die Sprinter André Greipel (LTS), vierfacher Etappensieger der Tour de France 2015, und Marcel Kittel (TGA), Etappensieger der Polen-Rundfahrt 2015, aus dem Gastgeberland sowie Mark Cavendish (EQS) und Titelverteidiger Alexander Kristoff (KAT). Kristoff war gemessen an Siegen der bis dahin erfolgreichste Fahrer der Saison 2015, der zehn Tage zuvor erst eine Etappe bei dem Arctic Race of Norway gewann. Zum erweiterten Favoritenkreis zählten ebenfalls der Sieger des Jahres 2012, Arnaud Démare (FDJ), sowie Samuel Dumoulin (ALM), Tom Boonen (EQS), Sacha Modolo (LAM), Michael Albasini (OGE), Ben Swift, Elia Viviani (beide SKY) und Moreno Hofland (TLJ).
Mit Tyler Farrar (2009, 2010), Edvald Boasson Hagen (beide MTN) (2011), Arnaud Démare (2012) und Alexander Kristoff (2014) waren insgesamt vier ehemalige Gewinner der Vattenfall Cyclassics am Start.

## Strecke

### Streckenführung

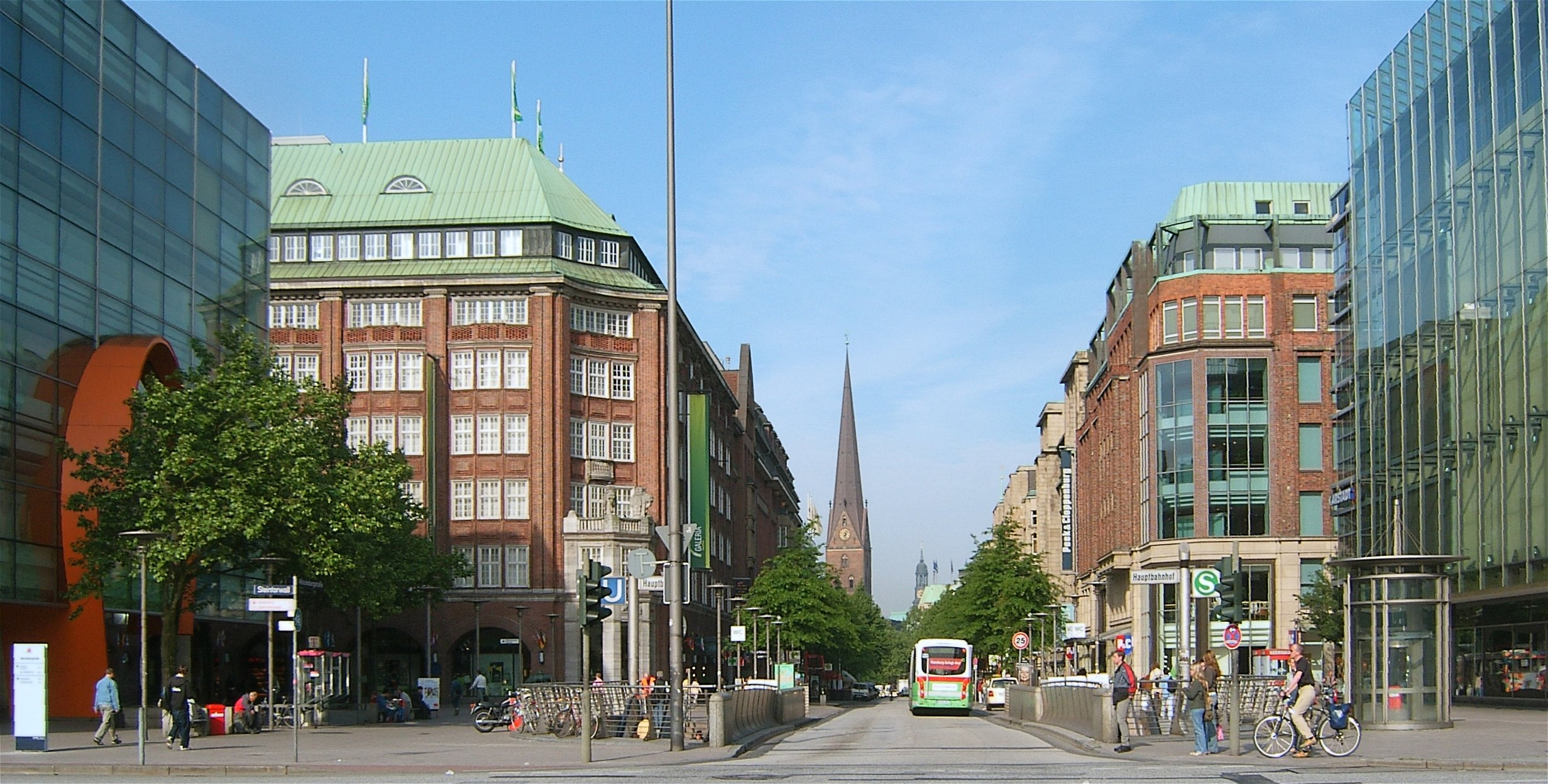
Ziel war die Mönckebergstraße in Hamburg

Zum Jubiläum der 20. Austragung wurde das Rennen zum ersten Mal in Kiel gestartet. Die ersten 130 Kilometer führten durch Schleswig-Holstein in Richtung Süden. Dabei wurden die ersten zwei Zwischensprints ausgetragen. Den ersten gab es nach 62,9 Kilometern in Bad Segeberg und den zweiten nach 99,1 Kilometern in Kaltenkirchen. Kurz darauf wurde nach gut 100 Kilometern die Verpflegungszone erreicht. Die dritte Sprintwertung lag bei Kilometer 143,0 in Wedel. Der Ortseingang des Zielortes Hamburg wurde nach 147,2 Kilometern passiert. Von hier aus führte die Strecke auf mehreren Runden durch die Hansestadt. Der Waseberg wurde nach 152,4 Kilometern das erste von insgesamt drei Mal befahren. Der Anstieg ist rund 300 Meter lang und hat eine durchschnittliche Steigung von 15 Prozent. Die erste Zieldurchfahrt und gleichzeitig die vierte der vier Sprintwertungen auf der Mönckebergstraße gab es bei Kilometer 167,9. Die beiden letzten Passagen des Wasebergs lagen bei Kilometer 193,0 bzw. 205,8. Nach der letzten Bergwertung waren noch 15,5 Kilometer zu fahren, nachdem das Rennen schließlich nach 221,3 Kilometern auf der Mönckebergstraße geendet hatte.
Während des Rennens wurden in chronologischer Reihenfolge die Bundesländer Schleswig-Holstein und Hamburg durchquert.

### Zwischensprints
Das Rennen umfasste vier Zwischensprints an vier verschiedenen Orten.
| Ort                                  | Kilometer vom Start | Kilometer zum Ziel |
| ------------------------------------ | ------------------- | ------------------ |
| Bad Segeberg                         | 062,9               | 158,4              |
| Kaltenkirchen                        | 099,1               | 122,2              |
| Austraße, Wedel                      | 143,0               | 078,3              |
| Mönckebergstraße (1. Zieldurchfahrt) | 167,9               | 053,4              |

### Bergwertungen
Während des Rennens gab es drei Bergwertungen, dies waren drei Passagen des Wasebergs in Hamburg. Der Berg war als Bergwertung der ersten Kategorie klassifiziert.
| Kategorie | Anstieg (Passage) | Kilometer vom Start | Kilometer zum Ziel | durchschnittliche Steigung |
| --------- | ----------------- | ------------------- | ------------------ | -------------------------- |
| 1         | Waseberg (1/3)    | 152,4               | 068,9              | 15 %                       |
| 1         | Waseberg (2/3)    | 193,0               | 028,3              | 15 %                       |
| 1         | Waseberg (3/3)    | 205,8               | 015,5              | 15 %                       |

## Reglement
Neben der Einzelwertung, die den Sieger des Rennens bestimmte, gab es mehrere Sonderwertungen. Es gab eine Punkte- und eine Bergwertung. Diese ergaben sich aus der Summe der Punkte der Fahrer, die sie bei den Zwischensprints bzw. Bergwertungen während des Rennens sammelten. Dabei war jeweils der Fahrer mit den meisten Punkten der Sieger in diesen Sonderwertungen. Die Punkte bei den Zwischensprints und Bergwertungen wurden nach folgender Punkteverteilung vergeben:
| Platz          | 1. | 2. | 3. |
| Zwischensprint | 3  | 2  | 1  |

| Platz       | 1. | 2. | 3. |
| Kategorie 1 | 3  | 2  | 1  |

## Rennverlauf
Im ersten Rennabschnitt gab es eine Ausreißergruppe mit vier Fahrern. Dies waren Jan Bárta (BOA), Martin Mortensen (CLT), Matteo Bono (LAM) und Alex Dowsett (MOV). Bei der ersten Passage des Wasebergs, 70 Kilometer vor dem Ziel, fielen Bárta und Dowsett aus der Spitzengruppe zurück. Im Peloton wurde der Vorsprung der Führungsgruppe von den Teams Lotto Soudal und Katusha kontrolliert. Da der Abstand nur gering war, konnten Philippe Gilbert (BMC), Matthias Brändle (IAM) und Manuele Boaro (TCS) zu den beiden verbliebenen Führenden aufschließen. Alle Ausreißer wurden aber bei der zweiten Passage am Waseberg wieder eingeholt. Eine weitere Attacke gab es kurz vor dem letzten Anstieg auf den Waseberg. Linus Gerdemann (CLT) konnte sich vom Feld absetzen. Zu ihm konnten Sep Vanmarcke (TLJ), Dylan Teuns (BMC) und nach der Bergwertung auch Julian Alaphilippe (EQS) aufschließen. Gerdemann und Alaphilippe konnten sich am längsten vorne halten, wurden aber zehn Kilometer vor dem Ziel vom Feld eingeholt. Auch weitere Angriffe konnten von den Teams Lotto Soudal und Katusha vereitelt werden. Somit kam es zum Massensprint. Zwei der Top-Sprinter konnten allerdings nicht mehr mit in die Entscheidung eingreifen. Marcel Kittel (TGA) fiel während der letzten Passage des Wasebergs zurück und Mark Cavendish (EQS) stürzte innerhalb der letzten Kilometer. Beide kamen mit großem Rückstand ins Ziel. Den Massensprint entschied André Greipel (LTS), für den sein Teamkollege Marcel Sieberg den Sprint vorbereitete, vor Alexander Kristoff (KAT) und Giacomo Nizzolo (TFR) für sich.

## Ergebnis

### UCI WorldTour
Die Vattenfall Cyclassics war innerhalb der UCI WorldTour 2015 ein Rennen der 4. Kategorie. Deshalb erhielten die zehn besten Fahrer – vorausgesetzt sie fahren für ein UCI WorldTeam – Punkte für das UCI WorldTour Ranking mit folgender Punkteverteilung:
| Platzierung | 1. | 2. | 3. | 4. | 5. | 6. | 7. | 8. | 9. | 10. |
| Punkte      | 80 | 60 | 50 | 40 | 30 | 22 | 14 | 10 | 6  | 2   |

### Endstand
Von den 160 gemeldeten Fahrern gingen alle an den Start, von denen 130 im Ziel angekommen sind.
| Platz | Fahrer             | Nation | Team                    | Zeit                    | Punkte |
| ----- | ------------------ | ------ | ----------------------- | ----------------------- | ------ |
| 01.   | André Greipel      | GER    | Lotto Soudal            | 4:57:04 h (44,697 km/h) | 80     |
| 02.   | Alexander Kristoff | NOR    | Team Katusha            | gleiche Zeit            | 60     |
| 03.   | Giacomo Nizzolo    | ITA    | Trek Factory Racing     | gleiche Zeit            | 50     |
| 04.   | Tom Boonen         | BEL    | Etixx-Quick Step        | gleiche Zeit            | 40     |
| 05.   | Greg Van Avermaet  | BEL    | BMC Racing Team         | gleiche Zeit            | 30     |
| 06.   | Arnaud Démare      | FRA    | FDJ                     | gleiche Zeit            | 22     |
| 07.   | Matti Breschel     | DEN    | Tinkoff-Saxo            | gleiche Zeit            | 14     |
| 08.   | Ramon Sinkeldam    | NED    | Team Giant-Alpecin      | gleiche Zeit            | 10     |
| 09.   | Niccolò Bonifazio  | ITA    | Lampre-Merida           | gleiche Zeit            | 06     |
| 10.   | Rasmus Guldhammer  | DEN    | Cult Energy Pro Cycling | gleiche Zeit            | –      |

### Punktewertung
Die Punktewertung gewann der Brite Alex Dowsett (MOV) mit neun Punkten. Er gewann dabei zwei der insgesamt vier Zwischensprints. Auf den Plätzen zwei und drei folgten der Tscheche Jan Bárta (BOA) mit sechs Punkten und der Däne Martin Mortensen (CLT) mit ebenfalls sechs Punkten. Insgesamt konnten vier Fahrer Punkte in dieser Wertung erreichen.
| Platz | Fahrer           | Nation | Team                    | Punkte |
| ----- | ---------------- | ------ | ----------------------- | ------ |
| 1.    | Alex Dowsett     | GBR    | Movistar Team           | 9      |
| 2.    | Jan Bárta        | CZE    | Bora-Argon 18           | 6      |
| 3.    | Martin Mortensen | DEN    | Cult Energy Pro Cycling | 6      |
| 4.    | Matteo Bono      | ITA    | Lampre-Merida           | 3      |

### Bergwertung
Die Bergwertung gewann ebenfalls der Deutsche Linus Gerdemann (CLT) mit drei Punkten. Er gewann dabei eine der insgesamt drei Bergwertungen. Auf den Plätzen zwei und drei folgten der Italiener Manuele Boaro (TCS) und der Däne Martin Mortensen (CLT), die beide ebenfalls drei Punkte hatten und auch jeweils eine Bergwertung gewannen. Insgesamt konnten neun Fahrer Punkte in dieser Wertung erreichen.
| Platz | Fahrer           | Nation | Team                    | Punkte |
| ----- | ---------------- | ------ | ----------------------- | ------ |
| 1.    | Linus Gerdemann  | GER    | Cult Energy Pro Cycling | 3      |
| 2.    | Manuele Boaro    | ITA    | Tinkoff-Saxo            | 3      |
| 3.    | Martin Mortensen | DEN    | Cult Energy Pro Cycling | 3      |
| 4.    | Philippe Gilbert | BEL    | BMC Racing Team         | 2      |
| 5.    | Sep Vanmarcke    | BEL    | Team Lotto NL-Jumbo     | 2      |